# Enterochromafinní buňka
Enterochromafinní buňky, zvané též Kulchitskyho buňky či EC buňky, jsou typem neuroendokrinních a enteroendokrinních buněk ve sliznici trávicího traktu. Nacházejí se v epiteliální tkáni po celé délce gastrointestinálního traktu (GI traktu). Byly objeveny v roce 1897 ruským anatomem a histologem Nikolaiem Kulchitskym, po kterém mají také svůj název. Jsou nejhojněji vyskytujícími se enteroendokrinními buňkami GI traktu, přestože tvoří méně než 1 % celkové populace všech epiteliálních buněk.
Přítomnost endokrinních buněk byla dokazována afinitou solí chromu nebo stříbra při barvení. Granula EC buněk se při barvení solí chromu barvila žlutohnědě, proto nesou název enterochromafinní. Dnes se jejich přítomnost dokazuje imunohistochemickými metodami, které za pomoci protilátek odhalí přítomnost glykoproteinu chromograninu A v sekrečních granulích EC buněk.
Hlavní funkcí EC buněk je sekrece monoaminu 5-hydroxytryptaminu (5-HT), neboli serotoninu. Serotonin se podílí na stahu hladké svaloviny, motilitě trávicího traktu, tvorbě a vylučování trávicích šťáv, uvolňování trávicích enzymů, srážení krve nebo metabolismu kostí. Serotonin působí pozitivně na náladu, spánek a úzkosti. Nejnovější studie ukazují, že EC buňky slouží také jako chemosenzory, které monitorují prostředí trávicího traktu, přináší tedy do CNS prostřednictvím nervových drah informace o složení strávené potravy, mikrobioty a jejích metabolitů. Kromě serotoninu mohou produkovat EC buňky sekretin, tachykinin a jiné peptidové hormony.
Dalším typem enteroendokrinních buněk (EEC) jsou ECL-buňky (enterochromaffin-like cells), neboli buňky podobné enterochromafinním buňkám. Ty vylučují histamin, který vyvolává produkci kyseliny chlorovodíkové z parietálních buněk v žaludku.

## Struktura
EC buňky mají trojúhelníkový nebo pyramidový tvar. Jejich velikost je přibližně 8 mikrometrů. Jedná se o neuroendokrinní buňky otevřeného typu, což znamená, že jsou v kontaktu s lumen GI traktu. Apikální strana buňky dosahuje na povrch epitelu, vybíhá v mikroklky a je tedy vystavena do lumen GI traktu. Mikroklky umožňují významné zvětšení povrchu buňky, vazbu nejrůznějších látek, obsažených v lumen GI traktu, na membránové receptory a následnou sekreci hormonů podle aktuální potřeby. Pro enteroendokrinní buňky je typické nepříliš vyvinuté granulární endoplazmatické retikulum, malý Golgiho aparát a drobné mitochondrie.
EC buňky obsahují sekreční granula pleomorfního tvaru o velikosti 150-500 nm. Jedná se o velká elektronově denzní granula, obsahující 5-HT a kyselé proteiny chromatogranin A a B, což jsou prekurzory několika signálních peptidů (např. somatostatin), které slouží jako mediátory v parakrinní a autokrinní signalizaci EC buněk. Granula se nachází převážně na bazální části buňky. Sekreční granula vylučují buňky na bazální straně, kde vytváří společně s aferentními nervovými vlákny spojení podobné synapsím.
Morfologie EC buněk se může lišit v závislosti na výskytu. Na EC buňkách tračníku a konečníku byly například pozorovány cytoplazmatické výběžky obsahující sekreční granula, nebyly však pozorovány v tenkém střevě.

## Vývoj
Dříve se usuzovalo, že enteroendokrinní buňky jsou odvozeny z buněk neurální lišty, vzhledem k jejich podobnosti s neurony. Následně však bylo prokázáno, že jsou ve skutečnosti endodermálního původu a vznikají diferenciací pluripotentních kmenových buněk GI traktu. Tyto kmenové buňky jsou uloženy v kryptách a kromě enteroendokrinních buněk z nich diferencují Panethovy a pohárkové buňky. Z pluripotentní kmenové buňky nejprve pod vlivem transkripčního faktoru Ascl1 diferencuje endokrinní progenitorová buňka, z níž další diferenciací vznikne EC buňka. Při diferenciaci migrují buňky z báze krypty směrem vzhůru, až dosáhnou epiteliálního povrchu.
EC buňky mohou také diferencovat z žírných buněk, což jsou buňky imunitního systému, které hrají důležitou roli v imunitní odpovědi na parazitární infekce a alergické reakce.

## Výskyt
EC buňky jsou nejvíce abundantním typem enteroendokrinních buněk (EEC) GI traktu. Z celkové populace epiteliálních buněk GI traktu však tvoří méně než 1 %. Vyskytují se prakticky po celé délce GI traktu. Populace EC buněk nalezneme ve spodní části žaludku, v tenkém střevě, slepém střevě, v tračníku i konečníku. 70 % všech EEC buněk tlustého střeva tvoří právě EC buňky. Z toho 40 % se nachází v oblasti konečníku.

### Difuzní neuroendokrinní systém[5]
EC buňky jsou společně s některými dalšími neuroendokrinními buňkami řazeny do systému DNES, neboli difuzního neuroendokrinního systému. Difuzní neuroendokrinní systém sdružuje buňky s neuroendokrinní funkcí, které netvoří samostatné orgány, ale jsou rozptýleny v epitelech řady jiných orgánů. Neuroendokrinní buňky se vyskytují ve velkém množství v epitelu trávicího traktu, dále v epitelu dýchacích cest, močopohlavního systému nebo v epidermis, zde tvoří však méně než 1 % všech buněk tkáně.
Neuroendokrinní buňky systému DNES jsou buňky, které na základě signálů z okolí, či obdržených nervových signálů, produkují a vylučují řadu hormonů, monoaminů a neuropeptidů, které zastávají různé funkce v závislosti na výskytu. Mohou působit endokrinně i parakrinně.
V trávicím traktu se vyskytují enteroendokrinní buňky – EC buňky (serotonin a různé peptidy), ECL buňky (histamin), G-buňky (gastrin), D-buňky (somatostatin), S-buňky (sekretin), I-buňky (cholecystokinin), K-buňky (GIP = gastric inhibitory peptide) a L-buňky (GLP-1 = glukagon-like peptid). Sekrety těchto buněk se podílí na zvýšení motility střev, zvýšení či snížení tvorby a vylučování žaludeční kyseliny, uvolňování insulinu či regulaci činnosti jiných neuroendokrinních buněk.
V dýchacích cestách, přesněji v epitelu bronchiálního kmene se vyskytuje malé množství neuroendokrinních buněk, bronchiálních Kulchitskyho buněk, které vylučují serotonin, kalcitonin, bombesin a další peptidy, a plní zde funkci chemoreceptorů a mechanoreceptorů. Ukazuje se, že hrají důležitou roli i v aktivaci imunitní odpovědi na přítomnost patogenů v dýchacích cestách.
Dále najdeme neuroendokrinní buňky v močové trubici a v přídatných pohlavních žlázách. Přesná funkce zde však není známá.

## Funkce
Hlavní funkcí EC buněk je syntéza a sekrece 5-hydroxytryptaminu neboli serotoninu.  Serotonin je primárně známý jako neurotransmiter v CNS, avšak EC buňky produkují násobně větší množství serotoninu, než je jeho produkce v CNS. Až 95 % serotoninu v našem těle je vyprodukováno právě v GI traktu.

### Serotonin

Strukturní vzorec serotoninu.

Nejznámějšími funkcemi periferního serotoninu je jeho role v motilitě trávicího traktu, peristaltice, regulaci produkce trávicích šťáv a enzymů. Při rozpoznání toxinů EC buňkami může způsobit žaludeční nevolnost či zvracení. Hraje roli také v apetitu, zvýšená hladina serotoninu snižuje příjem živin, antagonistické hormony jej naopak zvyšují. Serotonin má účinky na náladu, spánek, úzkosti a hraje roli ve zmenšování bolesti.
Serotonin je syntetizován z esenciální kyselé aminokyseliny tryptofanu za působení enzymu tryptofan-hydroxylázy (TPH). Existují dva typy TPH podle toho, v jakém buněčném typu se vyskytuje. V EC buňkách a adipocytech se nachází Tph1, zatímco v neuronech se nachází je Tph2. Dalším rozdílem v produkci serotoninu v neuronech a v EC buňkách je ten, že následně po syntéze je serotonin uchován v malých neurosekrečních vesikulech, zatímco v EC buňkách je uchováván ve velkých elektronově denzních granulích. Syntéza probíhá ve dvou krocích: prvním krokem je hydroxylace L-tryptofanu na 5-hydroxytryptofan, v druhém kroku je pak 5-hydroxytryptofan dekarboxylován enzymem dekarboxylázou až na serotonin.
Serotonin je vylučován na bazální straně EC buněk do prostoru, kde jsou přítomny kapiláry a aferentní neurony bludného nervu. V kapilárách je serotonin vázán a uložen do granulí krevních destiček společně s ATP, ADP a vápenatými kationty pro případné využití při srážení krve. Přibližně 2 % serotoninu v krevním oběhu představuje volný serotonin, který zastává funkci endokrinního hormonu ovlivňujícího metabolismus tukové tkáně, svalů, slinivky břišní, regeneraci jater a aktivaci imunitního systému. Stimulace aferentních neuronů hraje roli ve zpomalení vyprazdňování žaludku nebo stimulaci pankreatické sekrece.
Studie také ukazují, že aferentní neurony, které hrají roli v rozpoznávání strávených živin, jsou vybavené 5-HT3a receptory pro serotonin a jsou aktivované právě serotoninem, z čehož vyplývá, že EC buňky dále slouží jako chemoreceptory – rozpoznávají živiny, symbiotické mikroorganismy a jejich metabolity v lumen GI traktu a následně stimulují aferentní neurony. Senzorickou funkci EC buněk potvrdily studie, které zjistily, že EC buňky jsou elektricky dráždivé a tvoří společně s aferentními neurony spojení podobné synapsím, což jim umožňuje detekovat prostředí v lumen GI traktu a tuto informaci přímo předat do nervového systému.
Parakrinně působí serotonin na okolní buňky přes 5-HT receptory a ovlivňuje epiteliální růst, sekreci, aktivaci buněk imunitního systému a enterických nervů.
Další funkcí serotoninu je regulace tvorby kostní hmoty inhibicí proliferace osteoblastů.

## Patologie
Změna v přirozené funkci či množství EC buněk v GI traktu bylo pozorováno u mnoha patologií trávicího traktu. Zvýšený počet EC buněk v epitelu dvanáctníku a významně zvýšená hladina serotoninu po jídle byla pozorována u neléčené celiakie, což je chronické zánětlivé autoimunitní onemocnění, které je vyvoláno pozřením potravy obsahující lepek. Zvýšená hladina serotoninu byla prokázána i v oblasti kyčelníku u pacientů s Crohnovou chorobou. U onemocnění ulcerózní kolitida, spojeném se záněty a vředy v konečníku a tlustém střevě, bylo naopak zjištěno snížení počtu EC buněk v oblasti konečníku a s tím spojená snížená hladina serotoninu ve sliznici konečníku.
Serotonin je příčinou žaludečních nevolností a zvracení při chemoterapii. Některá činidla využívaná při chemoterapiích indukují vylučování serotoninu z EC buněk v dvanáctníku. Serotonin stimuluje 5-HT3 receptory aferentních neuronů bloudivého nervu, které přenáší informaci do centra pro zvracení v prodloužené míše.

#### Syndrom dráždivého tračníku
Syndrom dráždivého tračníku, neboli IBS (z angličtiny irritable bowel syndrome), je onemocnění spojené s bolestmi břicha, nadýmáním, častými průjmy či zácpami. IBS lze podle převažujících příznaků rozdělit na IBS doprovázené průjmy a IBS doprovázené zácpou. U IBS doprovázeného průjmy byla zjištěna zvýšená hladina serotoninu po jídle, u IBS doprovázeného zácpou naopak sníženou hladinou serotoninu. Nesprávná funkce EC buněk, tudíž zvýšená či snížená hladina serotoninu ve střevech může být příčinou patologické motility střev, ale i důsledkem tohoto jevu.

#### Neuroendokrinní nádory
EC buňky, stejně jako ostatní neuroendokrinní buňky systému DNES, dávají vznik neuroendokrinním nádorům, karcinoidům. Jedná se většinou o maligní, pomalu rostoucí nádory, které probíhají dlouhou dobu inaparentně, takže jsou většinou diagnostikovány až pozdě v pokročilejší fázi. Nádory odvozené od EC buněk se mohou projevit nekontrolovanou sekrecí serotoninu, což vede ke zvýšení sekrece trávicích šťáv a motility střeva s četnými průjmy. Dalším příznakem může být karcinoidový syndrom, který je způsoben právě hypersekrecí serotoninu a projevuje se záchvatovým zarudnutím (flushem) v obličeji, na krku a v horní části hrudníku. Dalšími příznaky jsou palpitace, tachykardie nebo ataky dušnosti. Klinické projevy syndromu závisí na typu aktivních hormonů.